# Armenia na Zimowych Igrzyskach Olimpijskich 2022
Armenia na Zimowych Igrzyskach Olimpijskich 2022 – występ kadry sportowców reprezentujących Armenię na igrzyskach olimpijskich w Pekinie w 2022 roku.

## Sportowcy
Liczba sportowców startujących w poszczególnych dyscyplinach:
| Dyscyplina            | Mężczyźni | Kobiety | Razem |
| --------------------- | --------- | ------- | ----- |
| Biegi narciarskie     | 1         | 2       | 3     |
| Łyżwiarstwo figurowe  | 1         | 1       | 2     |
| Narciarstwo alpejskie | 1         | 0       | 1     |
| Razem                 | 3         | 3       | 6     |

## Dyscypliny

### Biegi narciarskie
Mężczyźni
| Zawodnik           | Konkurencja   | Czas      | Pozycja | Źródło |
| ------------------ | ------------- | --------- | ------- | ------ |
| Mikajel Mikajelian | Bieg na 15 km | 43:09,1   | 61.     | [ 2 ]  |
| Mikajel Mikajelian | Bieg na 30 km | 1:25:53,7 | 47.     | [ 3 ]  |

Kobiety
| Zawodnik          | Konkurencja   | Eliminacje | Eliminacje | Ćwierćfinał | Ćwierćfinał | Półfinał | Półfinał | Finał   | Finał   | Źródło |
| Zawodnik          | Konkurencja   | czas       | Pozycja    | czas        | Pozycja     | czas     | Pozycja  | czas    | Pozycja | Źródło |
| ----------------- | ------------- | ---------- | ---------- | ----------- | ----------- | -------- | -------- | ------- | ------- | ------ |
| Angelina Muradjan | Bieg na 10 km | N/A        | N/A        | N/A         | N/A         | N/A      | N/A      | 39:43,4 | 94.     | [ 4 ]  |
| Katia Galystian   | Bieg na 10 km | N/A        | N/A        | N/A         | N/A         | N/A      | N/A      | 34:37,5 | 74.     | [ 4 ]  |
| Katia Galystian   | Sprint        | 4:00,48    | 80.        | NQ          | NQ          | NQ       | NQ       | NQ      | 80.     | [ 5 ]  |

### Łyżwiarstwo figurowe
| Zawodnik                             | Konkurencja   | Program krótki | Program krótki | Program dowolny | Program dowolny | Łączna nota | Pozycja | Źródło |
| Zawodnik                             | Konkurencja   | Nota           | Pozycja        | Nota            | Pozycja         | Łączna nota | Pozycja | Źródło |
| ------------------------------------ | ------------- | -------------- | -------------- | --------------- | --------------- | ----------- | ------- | ------ |
| Tina Garabedian Simon Proulx-Sénécal | Pary taneczne | 65,87          | 18.            | 101,16          | 16.             | 167,03      | 18.     | [ 6 ]  |

### Narciarstwo alpejskie
| Zawodnik             | Konkurencja       | 1 przejazd | 1 przejazd | 2 przejazd | 2 przejazd | Łącznie | Łącznie | Źródło |
| Zawodnik             | Konkurencja       | Czas       | Pozycja    | Czas       | Pozycja    | Czas    | Pozycja | Źródło |
| -------------------- | ----------------- | ---------- | ---------- | ---------- | ---------- | ------- | ------- | ------ |
| Harutiun Harutiunian | slalom gigant (m) | DNS        | DNS        | DNS        | DNS        | DNS     | DNS     | [ 7 ]  |